# توم باور (لاعب كرة قاعدة)
توم باور (بالإنجليزية: Tom Power)‏ هو لاعب كرة قاعدة أمريكي، ولد في 1869 في سان فرانسيسكو في الولايات المتحدة، وتوفي في 25 فبراير 1898.

## وصلات خارجية
- توم باور على موقعبيزبول رفرنس.كوم (الدوري الرئيسي) (الإنجليزية)
- توم باور على موقعبيزبول رفرنس.كوم (الدوري الثانوي) (الإنجليزية)